# Dracaenura chrysochroa
Dracaenura chrysochroa là một loài bướm đêm trong họ Crambidae.